# Thomas Cecil (hrabia)

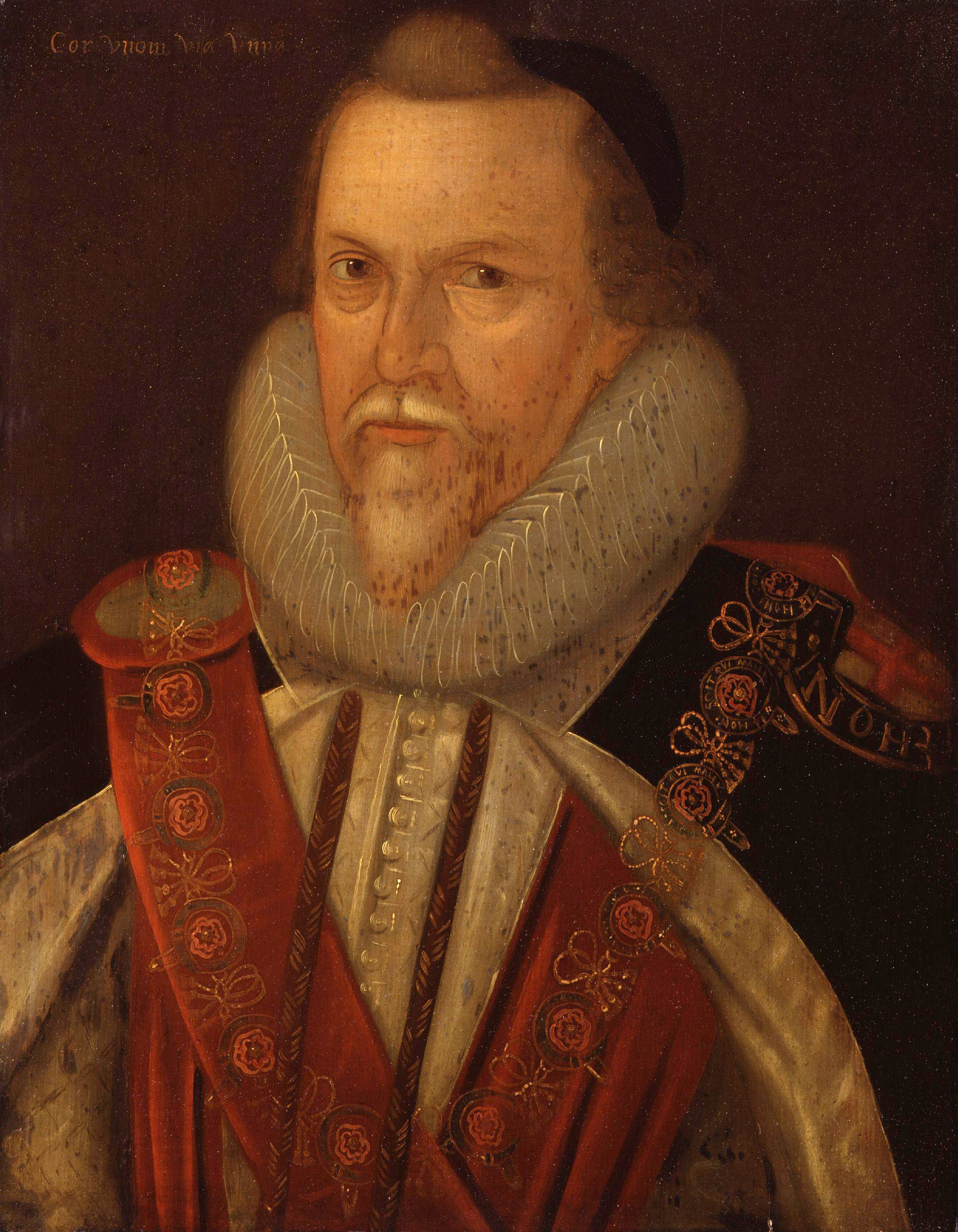

Thomas Cecil, 1. hrabia Exeter, KG, (ur. 5 maja 1542 w Cambridge, zm. 8 lutego 1623 w Londynie) w latach 1598–1605 znany jako Lord Burghley – angielski polityk, dworzanin i żołnierz.
Był starszym synem Williama Cecila, 1. barona Burghley i jego pierwszej żony Mary Cheke (córki Petera Cheke’a z Cambridge, Woźnego Uniwersytetu od 1509 aż do śmierci w 1529, siostry Sir Johna Cheke’a). Jego młodszym o 21 lat bratem przyrodnim był Robert Cecil.
Kariera polityczna Thomasa była mocno przyćmiona tak przez wybitnego ojca, jak i przez utalentowanego brata, niemniej jednak był świetnym żołnierzem i użytecznym politykiem. Ponadto historia wysoko ocenia jego wpływ na kwestie budowlane związane nie tylko z samym dworem Burghley House, ale również na Wothorpe Towers i Wimbledon Palace (ten ostatni zakupił w 1576).
Cecil kształcił się prywatnie w Trinity College (Cambridge), którą to szkołę ukończył w 1558 r. W tym samym roku został przyjęty do Gray's Inn (znamienitego stowarzyszenia adwokatów i sędziów). W latach 1561–62 przebywał wraz z opiekunem w Europie kontynentalnej, gdzie kontynuował naukę najpierw w Paryżu, a następnie w Antwerpii i w Niemczech.